# Nannoparce balsa
Nannoparce balsa là một loài bướm đêm thuộc họ Sphingidae. Loài này có ở México.